# Voilà (chanson)
Pour les articles homonymes, voir Voilà.
Chansons représentant la France au Concours Eurovision de la chanson
Mon alliée
(2020) Fulenn
(2022)
Singles de Barbara Pravi
Chair
(2020)
Clip vidéo
[vidéo] « Voilà », sur YouTube
Voilà est une chanson interprétée, écrite et composée par Barbara Pravi, accompagnée par Igit et Lili Poe à l'écriture et la composition.
Elle est sélectionnée pour représenter la France au Concours Eurovision de la chanson 2021, à l'issue de l'émission Eurovision France, c'est vous qui décidez !, diffusée le 30 janvier 2021. Le 21 mai 2021, sélectionnée en finale, elle finit en deuxième position avec 499 points derrière Zitti e buoni du groupe italien Måneskin.

## Histoire

### Sélection
Le single sort en 2020. Il est écrit et composé par Barbara Pravi, Igit et Lili Poe.
Barbara Pravi, avec cette chanson, fait partie des douze participants à l'émission Eurovision France, c'est vous qui décidez !, diffusée le 30 janvier 2021, destinée à choisir le représentant de la France au Concours Eurovision de la chanson 2021. Elle en est la favorite,.
Avec 204 points amassés au cours de la soirée, elle emporte cette présélection et représente ainsi la France au Concours Eurovision de la Chanson 2021.

### À l'Eurovision
La France faisant partie du Big Five, la chanson Voilà est directement qualifiée pour la finale du Concours qui a eu lieu le 22 mai 2021 au Rotterdam Ahoy dans la ville du même nom Rotterdam.
Voilà était la 20e chanson interprétée lors de la finale, après Shum de Go_A représentant l'Ukraine et avant Mata Hari d'Efendi représentant l'Azerbaïdjan.
Elle a terminé à la 2e place sur 26 chansons, derrière à seulement 25 points de Zitti e buoni chanté par Måneskin pour l'Italie, validant la prédiction des bookmakers.
Avec 499 points, dont 251 points du télévote (3e) et 248 points des jurys professionnels (2e), Voilà offre le meilleur total de points français depuis la création du concours.
La dernière fois que la France a occupé cette deuxième place était en 1991 avec C'est le dernier qui a parlé qui a raison chantée par Amina. Ainsi Voilà est le meilleur résultat français au concours depuis 30 ans. La dernière fois que la France a remporté l'Eurovision était en 1977 avec L'Oiseau et l'Enfant de Marie Myriam.

## Classements
| Classement (2021)                       | Meilleure position |
| --------------------------------------- | ------------------ |
| Allemagne (GfK Entertainment)           | 62                 |
| Autriche (Ö3 Austria Top 40)            | 66                 |
| Belgique (Flandre Ultratop 50 Singles)  | 36                 |
| Belgique (Wallonie Ultratop 50 Singles) | 34                 |
| Espagne (Promusicae)                    | 60                 |
| Finlande (Suomen virallinen lista)      | 10                 |
| France (SNEP)                           | 24                 |
| France (SNEP Radio)                     | 55                 |
| France (Digital Songs)                  | 1                  |
| Global 200 (Billboard)                  | 148                |
| Grèce (IFPI)                            | 13                 |
| Hongrie (Single Top 40)                 | 35                 |
| Irlande (Irish Singles Chart)           | 40                 |
| Islande (Tónlistinn)                    | 19                 |
| Lituanie (AGATA)                        | 4                  |
| Norvège (VG-lista)                      | 19                 |
| Pays-Bas (Single Top 100)               | 3                  |
| Pays-Bas (Streaming Top 40)             | 14                 |
| Portugal (AFP)                          | 50                 |
| Royaume-Uni (UK Singles Chart)          | 62                 |
| Suède (Sverigetopplistan)               | 18                 |
| Suisse (Schweizer Hitparade)            | 24                 |

## Historique de sortie
| Pays   | Date            | Format(s)                    | Label                  | Réf.   |
| ------ | --------------- | ---------------------------- | ---------------------- | ------ |
| Divers | 6 novembre 2020 | - Téléchargement - streaming | - Capitol Music France | [ 30 ] |